# Campeonato Rondoniense de Futebol de 2003
O Campeonato Rondoniense de Futebol de 2003 foi a 62.ª edição do Campeonato Rondoniense de Futebol.

## Participantes
Participaram do Campeonato Estadual de Rondoniense em 2003, as seguintes agremiações:
- Associação Pinheiros Futebol Clube, de Rolim de Moura
- Clube de Futebol da Amazônia, de Porto Velho
- Cruzeiro Esporte Clube, de Porto Velho
- Guajará Esporte Clube, de Guajará-Mirim
- Ji-Paraná Futebol Clube, de Ji-Paraná
- Sport Clube Shallon, de Porto Velho
- Sport Club Genus Rondoniense, de Porto Velho
- Sociedade Esportiva União Cacoalense, de Cacoal
- Vilhena Esporte Clube, de Vilhena

## Premiação
| Campeonato Rondoniense de 2003       |
| ------------------------------------ |
| UNIÃO CACOALENSE Campeão (1º título) |